# Generale Vrije Polders (Waasland)
De Generale Vrije Polders van den Lande van Waes & Beveren is een belangengemeenschap van de polders in het noorden van het Land van Waas, in de parochies Beveren, Kallo, Doel, Kieldrecht, De Klinge, Sint-Gillis, Vrasene (met het gehucht Meerdonk), en Verrebroek, in het Graafschap Vlaanderen.
Beveren, Kallo, Doel, Kieldrecht, Verrebroek en Vrasene (zonder Meerdonk) maken vandaag deel uit van de huidige gemeenten Beveren. De Klinge, Meerdonk (tot 1846 een gehucht van Vrasene) en Sint-Gillis, vormen een deel van de huigde gemeente Sint-Gillis-Waas.
De huidige gemeenten Beveren en Sint-Gillis liggen in de huidige provincie Oost-Vlaanderen.
Anno 1724 bestond die belangengemeenschap uit volgende polders, of delen van polders:
| Polder            | Inwoners |
| ----------------- | -------- |
| Arenbergh         | 286      |
| Beveren Polder    | 157      |
| Calloo Polder     | 1.300    |
| Danckloo          | --       |
| Keetenisse polder | --       |
| Kieldrecht        | 597      |
| Neffens Arenbergh | --       |
| Roodemoer         | 663      |
| Saleghem          | 52       |
| St Annen polder   | --       |
| St Gillisbrouck   | 227      |
| Turfbancken       | 67       |
| Verrebroek        | 1.060    |
| Verrebroek Schoor | 197      |
| Extensie          | --       |
| Vrasenebroek      | --       |